# Wedweil
Wedweil – miasto w Sudanie Południowym w stanie Lol. Liczy 3 244 mieszkańców. Ośrodek przemysłowy.